# Tristan Lhomme
 (décembre 2023).
Si vous disposez d'ouvrages ou d'articles de référence ou si vous connaissez des sites web de qualité traitant du thème abordé ici, merci de compléter l'article en donnant les références utiles à sa vérifiabilité et en les liant à la section « Notes et références ».
Pour les articles homonymes, voir Lhomme.
Tristan Lhomme est un auteur français et traducteur spécialisé dans le fantastique et la science-fiction et plus particulièrement du jeu de rôle sur table.

## Biographie
Né en 1968 à Paris, Tristan Lhomme découvre le jeu interactif au début des années 1980 avec un jeu de société nommé Legio VII puis au travers des Livre dont vous êtes le héros en 1982-1983. Il fait la découverte de son premier véritable jeu de rôle, Donjons et Dragons, au collège mais ce n'est qu'avec L'Appel de Cthulhu en 1984 qu'il a vraiment la piqûre (sa première expérience en tant que meneur de jeu est d'ailleurs avec le scénario d'introduction du jeu, La Maison Corbitt, à 16 ans, avec son frère de onze ans comme unique joueur…),.
Après avoir été l'un des sélectionnés d'un concours organisé par la revue Casus Belli, il voit publier ses deux premiers scénarios de jeu de rôle fin 1988, le premier pour le jeu Paranoïa dans le magazine Chroniques d'Outre-Monde, le second pour L'Appel de Cthulhu dans Casus Belli,. Il devient un collaborateur régulier de Casus Belli, puis, au fil des ans, occupe les fonctions de directeur de gamme, journaliste, correcteur, traducteur, auteur ou chef de projet dans le domaine du jeu de rôle, particulièrement chez Casus Belli ou aux éditions Multisim — il y travaille notamment sur la gamme Dark Earth.
Tristan Lhomme écrit de nombreux textes pour des gammes variées, est cité comme l'un des auteurs récurrents des jeux de rôle français et comme l'un des scénaristes français de jeux de rôle sur table les plus célèbres.
De 2004 à 2011, il est par ailleurs employé par la société Blizzard pour la traduction du jeu World of Warcraft, dont il est le responsable de la traduction en français, sous le pseudonyme de Sainterre.

## Publications

### Scénarios
Il est l'auteur de plus de cent scénarios de jeu de rôle publiés dans divers recueils et magazines, tout principalement dans le magazine Casus Belli.

### Livres de jeu de rôle
Il est l'auteur, seul ou en collaboration, de plusieurs livres, manuels et suppléments de jeu de rôle. 

#### SimulacreS
- Aventures Extraordinaires & Machinations Infernales, supplément, 1990
- SimulacreS - septième édition, livre de base, 1994
- Cyber Age, supplément, 1995

#### Nephilim
- Selenim, supplément, 1993
- Archives Secrètes du Duc de St-Amand, supplément, 1995
- Le Livre Noir, supplément, 1995
- Écran - deuxième édition, écran du maître de jeu, 1995
- Nephilim - deuxième édition, livre de base, 1995
- Arcane Majeur 04 : l'Empereur, supplément, 1997
- Arcane Majeur 05 : le Pape, supplément, 1997
- Arcane Majeur 13 : la Mort, supplément, 1997
- Livre des Joueurs - troisième édition, livre de base, 2001
- Livre du Meneur de Jeu - troisième édition, livre de base, 2001
- Le Codex des Selenim, supplément, 2002

#### Guildes
- Les Carnets Pourpres, scénario, 1995
- Les Venn'Dys, supplément, 1995
- L'Aventurier, supplément, 1997
- Les Kheyza, supplément, 1997
- Le Requiem des Ombres, campagne, 1997
- Les Ashragors, supplément, 1998
- L'Aube des Prophètes Bleus, campagne, 1998
- L'Art Étrange, supplément, 2001

#### Dark Earth
- Les Carnets de l'Obscur, supplément,1998
- La Vapeur, supplément, 2000
- Les Éclaireurs de Gaïa, campagne, 2001
- Les Secrets de l'Obscur, supplément, 2001
- L'Avant, supplément, 2002

#### Rétrofutur
- RétroFutur, livre de base, 2002
- Dossiers de la Résistance : Némo, supplément, 2003
- Les Agences, supplément, 2003

#### Fading Suns
- Les Sables de la Foi, campagne, 2002
- Recueil de scénarios par Tristan Lhomme, recueil de deux scénarios déjà publiés dans Casus Belli, 2024

#### L'Appel de Cthulhu
- Sous un Ciel de Sang, supplément, Éditions Sans-Détour, 2012
- Le Musée de Lhomme, intégrale de ses scénarios publiés pour le jeu dans Casus Belli, Éditions Sans-Détour, 2014

#### Autres
- Écran pour GURPS, 1988
- Masques (Supplément pour Athanor), 1989, coécrit avec Pierre Rosenthal
- Laelith (Description d'une ville médiévale-fantastique), 1991
- Berliner Nacht (Campagne pour Berlin XVIII), 1992
- BaSIC (Livre de base pour Basic Role-Playing), 1997
- Les Encagés (Campagne pour Cthulhu Hack), 2020

### Traductions
Il est le traducteur de plusieurs livres de jeu de rôle, dont :
- GURPS Cyberpunk (Supplément pour GURPS), 1993
- GURPS Japon (Supplément pour GURPS), 1994
- Toon (Manuel de base pour Toon), 1994
- Écran pour Toon, 1994

- GURPS Espace (Supplément pour GURPS), 1995
- Conspirations (Manuel de base de Conspirations, Over the Edge en anglais), 1995

- Al Amarja (Supplément pour Conspirations), 1996
- Fading Suns : la Geste du Futur (Manuel de base pour Fading Suns), 2002
- Les Seigneurs des Mondes Connus (Supplément pour Fading Suns), 2002
- Les Prêtres du Soleil Universel (Supplément pour Fading Suns), 2002
- Les Marchands du Réseau Stellaire (Supplément pour Fading Suns), 2002
- Byzantium Secundus (Supplément pour Fading Suns), 2002

- Les Enfants des Dieux (Supplément pour Fading Suns), 2003
- Atlas Stellaire : les Fiefs Décados (Supplément pour Fading Suns), 2004
- Le jeu de rôle du Disque-Monde (Système de jeu basé sur GURPS), 2009

### Littérature
- Opération Utopie, roman, dans la série Retrofutur, éditions Mnémos, 2003  (ISSN 1637-1712) -  (ISBN 2-911618-93-9).
- « Brève de comptoir », nouvelle, dans Les Portes, Éditions de l'Oxymore, collection Emblèmes n° 14, 2004  (ISBN 978-2913939455).